# 12 Heures de Sebring 1961
Navigation
Édition précédente Édition suivante
Les 12 Heures de Sebring 1961 sont la 10e édition de l'épreuve et la 1re manche du championnat du monde des voitures de sport 1961. Elles ont été remportées le 25 mars 1961 par la Ferrari 250 TRI no 14 de la Sefac Automobile Ferrari pilotée par Phil Hill et Olivier Gendebien.

## Circuit

Le Sebring International Raceway, cadre des 12 Heures de Sebring 1961.

Les 12 Heures de Sebring 1961 se déroulent sur le Sebring International Raceway situé en Floride. Il est composé de deux longues lignes droites, séparées par des courbes rapides ainsi que quelques chicanes. Le tracé actuel diffère de celui de l'époque. Ce tracé a un grand passé historique car il est utilisé pour des courses automobiles depuis 1950. Ce circuit est célèbre car il a accueilli la Formule 1.

## Résultats
Voici le classement au terme de la course.
- Les vainqueurs de chaque catégorie sont signalés par un fond jauni.

| 1            | S 3.0    | 14 | Sefac Automobile Ferrari            | Phil Hill Olivier Gendebien                                         | Ferrari 250 TRI                      | 210 |
| 2            | S 3.0    | 15 | Sefac Automobile Ferrari            | Giancarlo Baghetti Willy Mairesse Richie Ginther Wolfgang von Trips | Ferrari 250TRI                       | 208 |
| 3            | S 3.0    | 17 | NART                                | Ricardo Rodríguez                                                   | Ferrari 250TR60                      | 207 |
| 4            | S 3.0    | 10 | Hap Sharp                           | Hap Sharp Ronnie Hissom                                             | Ferrari 250TR59 Fantuzzi Spyder      | 203 |
| 5            | S 1.6    | 51 | Brumos Porsche Company              | Bob Holbert Roger Penske                                            | Porsche 718 RS/61                    | 199 |
| 6            | S 2.5    | 22 | NART                                | Jim Hall George Constantine                                         | Ferrari Dino 246S                    | 199 |
| 7            | S 1.6    | 47 | Bob Donner                          | Don Sesslar Bob Donner Ernie Erickson                               | Porsche 718 RS/61                    | 199 |
| 8            | S 3.0    | 16 | McCook Window Company               | George Reed Bill Sturgis                                            | Ferrari 250TR59/60                   | 196 |
| 9            | S 1.6    | 39 | Eglinton Caledonia Motors           | Peter Ryan Francis Bardley Ludwig Heimrath                          | Porsche 718 RS/61                    | 189 |
| 10           | GT 3.0   | 12 | Denise McCluggage                   | Denise McCluggage Allen Eager                                       | Ferrari 250 GT SWB                   | 183 |
| 11           | GT + 3.0 | 4  | Johnson Chevrolet                   | Delmo Johnson Dave Morgan                                           | Chevrolet Corvette                   | 181 |
| 12           | GT 3.0   | 18 | Scuderia Serenissima                | Gaston Andrey Allen Newman Robert Publicker                         | Ferrari 250 GT California            | 180 |
| 13           | S 1.15   | 64 | Lola America                        | Charles Kurtz Millard Ripley                                        | Lola MK1                             | 179 |
| 14           | GT 1.6   | 44 | British Motors Corp. USA            | Jack Flaherty Jim Parkinson                                         | MGA                                  | 175 |
| 15           | S 1.15   | 66 | Donald Healey                       | Joe Buzzetta Glenn Carlson                                          | Austin-Healey Sebring Sprite         | 174 |
| 16           | GT 1.6   | 43 | British Motors Corp. USA            | Peter Riley John Whitmore                                           | MGA                                  | 173 |
| 17           | GT 1.6   | 42 | Jack Brabhams Motors                | Peter Procter Peter Harper Bob Olthoff                              | Sunbeam Alpine                       | 173 |
| 18           | S 2.0    | 37 | NART                                | William Helburn Skip Hudson John Fulp                               | Ferrari Dino 246S                    | 173 |
| 19           | S 2.0    | 31 | Momo Corporation                    | Briggs Cunningham William Kimberly                                  | Maserati Tipo 60                     | 171 |
| 20           | S 850    | 71 | Clearwater Motors                   | George Peck John Hoffman Bob Richardson                             | Osca S750                            | 171 |
| 21           | GT 2.0   | 32 | S. H. Arnolt                        | Max Goldman Ralph Durbin                                            | Arnolt Deluxe                        | 166 |
| 22           | GT + 3.0 | 82 | Bud Gates Inc.                      | Bud Gates Harry Heuer                                               | Chevrolet Corvette                   | 166 |
| 23           | GT 2.0   | 87 | S. H. Arnolt                        | Bud Seaverns Robert Gary                                            | Arnolt Deluxe                        | 164 |
| 24           | GT 2.0   | 33 | S. H. Arnolt                        | Tom Payne Ray Cuomo                                                 | Arnolt Deluxe                        | 163 |
| 25           | S 1.15   | 65 | Donald Healey                       | Ed Leavens John Colgate                                             | Austin-Healey Sebring Sprite         | 161 |
| 26           | GT 2.0   | 30 | Salter Auto Imports                 | Al Rogers James Bailey                                              | Morgan 4/4                           | 156 |
| 27           | GT 1.3   | 58 | Arthur Swanson                      | Ross Durant Art Swanson                                             | Alfa Romeo Giulietta Spider Veloce   | 155 |
| 28           | GT 1.3   | 60 | Autosport S. A.                     | Fred Van Beuren Carlos Sales                                        | Alfa Romeo Giulietta Sprint Speciale | 155 |
| 29           | GT 2.0   | 28 | George Waltman                      | Ike Williamson George Waltman                                       | Triumph TR3                          | 154 |
| 30           | GT 2.0   | 29 | Suburban Foreign Cars               | James Rushin Don Parsons                                            | Triumph TR3                          | 153 |
| 31           | GT 1.6   | 55 | Filippo Theodoli                    | Filippo Theodoli Freddie Barrette                                   | Sunbeam Alpine                       | 153 |
| 32           | GT + 3.0 | 1  | Yenko Chevrolet                     | Don Yenko Ben Moore                                                 | Chevrolet Corvette                   | 151 |
| 33           | GT 1.3   | 59 | Tom O'Brien                         | Allan Jacobson Tom O'Brien Jim O'Brien                              | Alfa Romeo Giulietta Sprint Speciale | 151 |
| 34           | GT 1.6   | 40 | Rootes Motors Inc.                  | Paddy Hopkirk Peter Jopp                                            | Sunbeam Alpine                       | 149 |
| 35           | GT 1.6   | 46 | Carl Haas Automotive                | Ed Gelder Peggy Gelder Bill Fuller                                  | Elva Courier                         | 149 |
| 36           | GT 1.6   | 45 | Carl Haas Automotive                | Don Horn Ed Tucker                                                  | Elva Courier                         | 144 |
| 37           | S 1.15   | 67 | John Sprinzel                       | Cyril Simson Paul Hawkins                                           | Austin-Healey Sebring Sprite         | 144 |
| Non-classés  |          |    |                                     |                                                                     |                                      |     |
| 38           | GT + 3.0 | 3  | Red Vogt                            | George Robertson Ben Burroughs Bill Warren                          | Chevrolet Corvette                   | 133 |
| 39           | GT 1.3   | 57 | Lou Comito                          | Ralph Troiano Harry Theodoracopulos                                 | Alfa Romeo Giulietta Sprint Zagato   | 103 |
| 40           | S 1.15   | 80 | Abarth DFL Co.                      | Lars Giertz Bob Liess                                               | Fiat-Abarth Monza                    | 101 |
| Disqualifié  |          |    |                                     |                                                                     |                                      |     |
| 41           | GT 1.3   | 56 | Jake Kaplan                         | Charlie Rainville Jake Kaplan                                       | Alfa Romeo Giulietta Sprint Speciale |     |
| Abandons     |          |    |                                     |                                                                     |                                      |     |
| 42           | S 2.0    | 50 | Porsche Auto                        | Hans Herrmann Edgar Barth                                           | Porsche 718 RS 61                    |     |
| 43           | S 2.0    | 49 | Porsche Auto                        | Joakim Bonnier Dan Gurney                                           | Porsche 718 RS 61                    |     |
| 44           | S 3.0    | 25 | Rallye Motors                       | Dave Causey Luke Stear                                              | Maserati Tipo 61                     |     |
| 45           | S 1.15   | 68 | Abarth DFL Co.                      | Fritz Taylor James Calhoun                                          | Fiat-Abarth 1000S                    |     |
| 46           | S 1.15   | 63 | Lola America                        | Chuck Hall Alan Ross                                                | Lola MK1                             |     |
| 47           | S 2.5    | 26 | NART                                | Ed Hugus Alan Connell                                               | Ferrari Dino 246S                    |     |
| 48           | S 850    | 69 | NART                                | David Cunningham Den Price Tom Fleming                              | Osca S1000                           |     |
| 49           | S 3.0    | 20 | Momo Corporation                    | Walt Hansgen Bruce McLaren                                          | Maserati Tipo 63                     |     |
| 50           | GT + 3.0 | 8  | David Ash                           | Sherman Decker Bob Bucher                                           | Aston Martin DB4 GT                  |     |
| 51           | S 1.6    | 48 | Association Automovilisti Santaneca | Chuck Cassel David Lane                                             | Porsche 718 RS 61                    |     |
| 52           | GT 2.0   | 36 | A.C. Cars Ltd.                      | Frank Laughton Robert Bowers                                        | AC Ace                               |     |
| 53           | S 850    | 70 | Begra Cars                          | Gene Beach Henry Grady John Bentley                                 | Begra Mk.II                          |     |
| 54           | GT 3.0   | 11 | Scuderia Serenissima                | Fernand Tavano George Arents                                        | Ferrari 250 GT SWB                   |     |
| 55           | GT + 3.0 | 7  | David Ash                           | Bob Grossman Duncan Black                                           | Aston Martin DB4 GT                  |     |
| 56           | GT + 3.0 | 2  | Yenko Chevrolet                     | Ray Reardon John Kilborn                                            | Chevrolet Corvette                   |     |
| 57           | S 3.0    | 24 | Camoradi International              | Masten Gregory Lloyd Casner                                         | Maserati Tipo 63                     |     |
| 58           | S 2.5    | 27 | Scuderia Ferrari                    | Richie Ginther Wolfgang von Trips                                   | Ferrari Dino 246SP                   |     |
| 59           | GT 1.6   | 41 | Rootes Motors Inc.                  | Ed Wilson Vince Tamburco                                            | Sunbeam Alpine                       |     |
| 60           | S 3.0    | 21 | Momo Corporation                    | John Fitch Dick Thompson                                            | Maserati Tipo 61                     |     |
| 61           | S 3.0    | 23 | Camoradi International              | Stirling Moss Graham Hill                                           | Maserati Tipo 61                     |     |
| 62           | S 1.6    | 38 | Porsche Car Import                  | Bill Wuesthoff Augie Pabst                                          | Porsche 718 RS 60                    |     |
| 63           | GT 2.0   | 35 | A.C. Cars Ltd.                      | Leo May James Johnston                                              | AC Ace                               |     |
| 64           | S 850    | 72 | YBH Sales                           | Howard Hanna Frank Manley                                           | DB LM                                |     |
| 65           | S 3.0    | 9  | Jack Nethercutt                     | Pete Lovely Jack Nethercutt                                         | Ferrari 250TR/59                     |     |
| Non-partants |          |    |                                     |                                                                     |                                      |     |
| 66           | GT + 3.0 | 5  | Glenn Campbell Chevrolet            | Jack Moore Bob Johnson                                              | Chevrolet Corvette                   |     |
| 67           | S 2.5    | 53 | Robert Publicker                    | Robert Publicker Charlie Kolb                                       | Lotus 19                             |     |
| 68           | S 1.6    | 86 | Lester Castings                     | Herb Swan Ed Johnson                                                | Porsche 718 RSK                      |     |
| 69           | GT + 3.0 | 1P | Yenko Chevrolet                     |                                                                     | Chevrolet Corvette                   |     |